# Gmina zbiorowa Lengerich
Gmina zbiorowa Lengerich (niem. Samtgemeinde Lengerich) – gmina zbiorowa położona w niemieckim kraju związkowym Dolna Saksonia, w powiecie Emsland. Siedziba administracji gminy zbiorowej znajduje się w miejscowości Lengerich.

## Podział administracyjny
Do gminy zbiorowej Lengerich należy sześć gmin:
1. Bawinkel
2. Gersten
3. Handrup
4. Langen
5. Lengerich
6. Wettrup